# Warrington Wolves
Die Warrington Wolves sind ein professioneller Rugby-League-Verein aus der Stadt Warrington in der englischen Grafschaft Lancashire, der in der englisch-französisch-kanadischen Super League spielt. Die Mannschaft trägt ihre Heimspiele im Halliwell Jones Stadium aus, in dem 15.200 Zuschauer Platz finden.
Die Wolves haben noch nie die Meistertrophäe der seit 1996 bestehenden Super League gewonnen. Im Vorgängerwettbewerb, der Rugby League Championship, wurden sie dreimal Meister. Sie gewannen darüber hinaus achtmal den Pokalwettbewerb Challenge Cup. Mannschaftsfarben sind hellgelb und blau. Der Verein wird meist nur kurz als „Wire“ (engl. für Draht) bezeichnet. Dieser Spitzname geht zurück auf einen früher bedeutenden Industriezweig der Stadt Warrington.

## Geschichte
1879 gründeten Spieler des Padgate Rugby Union Club und des Zingari Rugby Union Club einen neuen Verein, der die Stadt Warrington repräsentierte. Das erste Spiel fand am 18. Oktober 1879 statt. 1881 wurde der Verein Padgate Excelsior integriert, 1884 die Warrington Wanderers. Während im Süden Englands hauptsächlich Vertreter der Mittel- und Oberschicht Rugby spielten, setzten sich die Vereine im Norden zum größten Teil aus Arbeitern zusammen. Die Spieler erhielten keinerlei Entschädigung, da die Rugby Football Union (RFU) auf den strikten Amateurismus beharrte. Am 29. August 1895 trafen sich Vertreter von 22 Vereinen aus Nordengland, darunter auch aus Warrington, zu einer Sitzung in Huddersfield und beschlossen den Austritt aus der RFU. Sie gründeten einen eigenen Verband, die Northern Rugby Football Union (die heutige Rugby Football League).
Nachdem die Mannschaft in den ersten zwanzig Jahren ihres Bestehens auf sechs verschiedenen Plätzen gespielt hatte, bezog sie 1898 ein Stadion am Wilderspool Causeway, das für die nächsten 105 Jahre Heimstadion sein sollte. Nach einer Unterbrechung von sieben Jahren wurde 1902 wieder eine englische Meisterschaft gespielt, die Rugby League Championship. Warrington ist die einzige Mannschaft, die seither nie aus der obersten Liga abgestiegen sind. 1905 und 1907 gewann Warrington den landesweiten Pokalwettbewerb, den Challenge Cup. Im Oktober 1921 besiegte Warrington die australische Nationalmannschaft, die sich auf einer Europatournee befand.
Nach Ende des Zweiten Weltkriegs hatte die Mannschaft ihre erfolgreichsten Jahre. Sie gewann zwischen 1948 und 1955 dreimal den Meistertitel und zweimal den Challenge Cup. Am 22. Januar 1949 sahen 34.303 Zuschauer im Wilderspool Stadium das Spiel gegen die Wigan Warriors, was Besucherrekord bedeutet. Einen weiteren Besucherrekord, diesmal im Challenge Cup, gab es am 5. Mai 1954: In Bradford siegte Warrington vor 102.569 Zuschauern in der Wiederholung des Pokalfinales gegen den Halifax RLFC.
In den folgenden Jahrzehnten konnte der Verein nur noch vereinzelt an die Erfolge der 1940er und 1950er Jahre anknüpfen, beispielsweise mit den fünften Gewinn des Challenge Cup im Jahr 1974. In der Meisterschaft rutschten sie dauerhaft ins Mittelfeld ab.
1996 wurde die Super League als neue höchste Spielklasse geschaffen. Der Verein benannte sich im selben Jahr in Warrington Wolves um. Das neue Halliwell Jones Stadium wurde 2003 bezogen und ersetzte das Wilderspool Stadium, das weiterhin von Amateur- und Jugendmannschaften genutzt wird. 2009 gelang erstmals seit 1974 wieder der Gewinn des prestigeträchtigen Challenge Cups, der 2010 und 2012 erneut gewonnen wurde.
2012 zogen die Wolves erstmals ins Grand Final der Super League ein, unterlagen dort jedoch den Leeds Rhinos mit 18:26. Dafür gewannen sie den Challenge Cup gegen dasselbe Team. 2013 schaffte Warrington erneut den Sprung ins Grand Final, musste sich jedoch diesmal den Wigan Warriors mit 16:30 geschlagen geben. So wartet das Team weiterhin auf seine erste Meisterschaft seit 1955.
Den Challenge Cup gewannen sie erneut 2019.
Für einen Tag, den 21. Februar 2025, wurde das Stadion zu Ehren des Darts-Weltmeisters 2025, Luke Littler, in Luke Littler Stadium umbenannt, wenn die Wolves in der Super League gegen die Catalans Dragons aus Frankreich antreten.

## Erfolge
- Championship: 1947/48, 1953/54, 1954/55 (3 Titel)
- Challenge Cup: 1904/05, 1906/07, 1949/50, 1953/54, 1973/74, 2009, 2010, 2012 (8 Titel)
- Lancashire League:  1937/38, 1947/48, 1948/49, 1950/51, 1953/54, 1954/55, 1955/56, 1967/68 (8 Titel)
- Lancashire Cup: 1921/22, 1929/30, 1932/33, 1937/38, 1959/60, 1965/66, 1980/81, 1982/83, 1989/90 (9 Titel)
- Regal Trophy: 1973/74, 1977/78, 1980/81, 1990/91 (4 Titel)

## Bekannte ehemalige und aktive Spieler
| - Allan Bateman (Wales) - Harry Bath (Australien) - Brian Bevan (Australien) - Lee Briers (Wales) - Jonathan Davies (Wales) - Robert Fulton (Australien) | - Martin Gleeson (England) - Iestyn Harris (Wales) - Allan Langer (Australien) - Adrian Morley (England) - Tawera Nikau (Neuseeland) - Paul Sculthorpe (England) |